# Stenostomum tuberculosum
Stenostomum tuberculosum är en plattmaskart. Stenostomum tuberculosum ingår i släktet Stenostomum och familjen Stenostomidae. Inga underarter finns listade i Catalogue of Life.